# Olympische Sommerspiele 2016/Teilnehmer (Lettland)
| Gelbes Symbol für Goldmedaillen mit stilisierten Olympischen Ringen | Graues Symbol für Silbermedaillen mit stilisierten Olympischen Ringen | Braundes Symbol für Bronzemedaillen mit stilisierten Olympischen Ringen |
| ------------------------------------------------------------------- | --------------------------------------------------------------------- | ----------------------------------------------------------------------- |
| —                                                                   | —                                                                     | —                                                                       |

Lettland nahm an den Olympischen Spielen 2016 in Rio de Janeiro teil. Es war die insgesamt 11. Teilnahme an Olympischen Sommerspielen. Das Latvijas Olimpiskā Komiteja nominierte 34 Athleten in zwölf Sportarten.
Fahnenträger bei der Eröffnungsfeier war der BMX-Radsportler Māris Štrombergs.

## Teilnehmer nach Sportarten

### Beachvolleyball
| Athleten                           | Gruppenphase                                            | Gruppenphase                                                                | Gruppenphase | Gruppenphase | Achtelfinale  | Achtelfinale  | Viertelfinale | Viertelfinale | Halbfinale    | Halbfinale    | Finale        | Finale        | Rang          |
| Athleten                           | Gegner                                                  | Ergebnis                                                                    | Punkte       | Rang         | Gegner        | Ergebnis      | Gegner        | Ergebnis      | Gegner        | Ergebnis      | Gegner        | Ergebnis      | Rang          |
| ---------------------------------- | ------------------------------------------------------- | --------------------------------------------------------------------------- | ------------ | ------------ | ------------- | ------------- | ------------- | ------------- | ------------- | ------------- | ------------- | ------------- | ------------- |
| Männer                             |                                                         |                                                                             |              |              |               |               |               |               |               |               |               |               |               |
| Aleksandrs Samoilovs Jānis Šmēdiņš | Schalk / Saxton Díaz / González Pedro Solberg / Evandro | 2:1 (21:17, 18:21, 15:13) 1:2 (21:23, 21:19, 9:15) 1:2 (16:21, 22:20, 7:15) | 4            | 4            | ausgeschieden | ausgeschieden | ausgeschieden | ausgeschieden | ausgeschieden | ausgeschieden | ausgeschieden | ausgeschieden | ausgeschieden |

### Gewichtheben
| Athleten         | Wettbewerb        | Reißen  | Reißen | Stoßen  | Stoßen | Zweikampf | Zweikampf | Rang |
| Athleten         | Wettbewerb        | Gewicht | Rang   | Gewicht | Rang   | Gewicht   | Rang      | Rang |
| ---------------- | ----------------- | ------- | ------ | ------- | ------ | --------- | --------- | ---- |
| Frauen           |                   |         |        |         |        |           |           |      |
| Rebeka Koha      | Klasse bis 53 kg  | 90 kg   | 3      | 107 kg  | 4      | 197 kg    | 4         | 4    |
| Männer           |                   |         |        |         |        |           |           |      |
| Artūrs Plēsnieks | Klasse bis 105 kg | 181 kg  | 8      | 218 kg  | 9      | 399 kg    | 8         | 8    |

### Judo
| Athleten            | Wettbewerb  | 1. Runde   | 1. Runde    | 2. Runde      | 2. Runde      | Viertelfinale | Viertelfinale | Halbfinale / Trostrunde | Halbfinale / Trostrunde | Finale / Platz 3 | Finale / Platz 3 | Rang |
| Athleten            | Wettbewerb  | Gegner     | Ergebnis    | Gegner        | Ergebnis      | Gegner        | Ergebnis      | Gegner                  | Ergebnis                | Gegner           | Ergebnis         | Rang |
| ------------------- | ----------- | ---------- | ----------- | ------------- | ------------- | ------------- | ------------- | ----------------------- | ----------------------- | ---------------- | ---------------- | ---- |
| Männer              |             |            |             |               |               |               |               |                         |                         |                  |                  |      |
| Jevgeņijs Borodavko | bis 100 kg  | R. Haga    | 000s0:100s0 | ausgeschieden | ausgeschieden | ausgeschieden | ausgeschieden | ausgeschieden           | ausgeschieden           | ausgeschieden    | ausgeschieden    | 17   |
| Artūrs Ņikiforenko  | über 100 kg | U. Kokauri | 000s2:111s0 | ausgeschieden | ausgeschieden | ausgeschieden | ausgeschieden | ausgeschieden           | ausgeschieden           | ausgeschieden    | ausgeschieden    | 17   |

### Kanu

#### Kanurennsport
| Athleten            | Wettbewerb | Vorlauf      | Vorlauf | Halbfinale   | Halbfinale | Finale        | Finale        | Rang          |
| Athleten            | Wettbewerb | Zeit         | Rang    | Zeit         | Rang       | Zeit          | Rang          | Rang          |
| ------------------- | ---------- | ------------ | ------- | ------------ | ---------- | ------------- | ------------- | ------------- |
| Männer              |            |              |         |              |            |               |               |               |
| Aleksejs Rumjancevs | K-1 200 m  | 35,175 s     | 4       | 34,722 s     | 4          | 35,891 s      | 5             | 5             |
| Dagnis Iļjins       | C-1 200 m  | 44,125 s     | 5       | 45,082 s     | 7          | ausgeschieden | ausgeschieden | ausgeschieden |
| Dagnis Iļjins       | C-1 1000 m | 4:11,766 min | 4       | 4:20,181 min | 6          | 4:10,084 min  | 5             | 13            |

### Leichtathletik
Laufen und Gehen 
| Athleten              | Wettbewerb  | Runde 1 | Runde 1 | Halbfinale    | Halbfinale    | Finale          | Finale          | Rang |
| Athleten              | Wettbewerb  | Zeit    | Rang    | Zeit          | Rang          | Zeit            | Rang            | Rang |
| --------------------- | ----------- | ------- | ------- | ------------- | ------------- | --------------- | --------------- | ---- |
| Frauen                |             |         |         |               |               |                 |                 |      |
| Gunta Latiševa-Čudare | 400 m       | 53,08 s | 45      | ausgeschieden | ausgeschieden | ausgeschieden   | ausgeschieden   | 45   |
| Ariana Hilborn        | Marathon    | –       | –       | –             | –             | 2:50:51 h       | 106             | 106  |
| Ilona Marhele         | Marathon    | –       | –       | –             | –             | 2:41:02 h       | 61              | 61   |
| Jeļena Prokopčuka     | Marathon    | –       | –       | –             | –             | 2:29:32 h       | 12              | 12   |
| Agnese Pastare        | 20 km Gehen | –       | –       | –             | –             | 1:40:15 h       | 53              | 53   |
| Männer                |             |         |         |               |               |                 |                 |      |
| Valērijs Žolnerovičs  | Marathon    | –       | –       | –             | –             | nicht gestartet | nicht gestartet | –    |
| Arnis Rumbenieks      | 50 km Gehen | –       | –       | –             | –             | 4:08:28 h       | 36              | 36   |

 Springen und Werfen 
| Athleten             | Wettbewerb     | Qualifikation    | Qualifikation    | Finale           | Finale           | Rang             |
| Athleten             | Wettbewerb     | Weite/Höhe       | Rang             | Weite/Höhe       | Rang             | Rang             |
| -------------------- | -------------- | ---------------- | ---------------- | ---------------- | ---------------- | ---------------- |
| Frauen               |                |                  |                  |                  |                  |                  |
| Līna Mūze            | Speerwurf      | nicht angetreten | nicht angetreten | nicht angetreten | nicht angetreten | nicht angetreten |
| Sinta Ozoliņa-Kovala | Speerwurf      | 60,92 m          | 14               | ausgeschieden    | ausgeschieden    | 14               |
| Madara Palameika     | Speerwurf      | 63,03 m          | 8                | 60,14 m          | 10               | 10               |
| Männer               |                |                  |                  |                  |                  |                  |
| Mareks Ārents        | Stabhochsprung | 5,45 m           | 16               | ausgeschieden    | ausgeschieden    | 16               |
| Pauls Pujāts         | Stabhochsprung | 5,60 m           | 10               | ohne Höhe        | ohne Höhe        | 12               |
| Zigismunds Sirmais   | Speerwurf      | 80,65 m          | 14               | ausgeschieden    | ausgeschieden    | 14               |
| Rolands Štrobinders  | Speerwurf      | 77,73 m          | 28               | ausgeschieden    | ausgeschieden    | 28               |

 Mehrkampf 
| Athletinnen              | 100 m Hürden | 100 m Hürden | Hochsprung | Hochsprung | Kugelstoßen | Kugelstoßen | 200 m   | 200 m  | Weitsprung | Weitsprung | Speerwurf | Speerwurf | 800 m       | 800 m  | Punkte | Rang |
| Athletinnen              | Zeit         | Punkte       | Höhe       | Punkte     | Weite       | Punkte      | Zeit    | Punkte | Weite      | Punkte     | Weite     | Punkte    | Zeit        | Punkte | Punkte | Rang |
| ------------------------ | ------------ | ------------ | ---------- | ---------- | ----------- | ----------- | ------- | ------ | ---------- | ---------- | --------- | --------- | ----------- | ------ | ------ | ---- |
| Siebenkampf Frauen       |              |              |            |            |             |             |         |        |            |            |           |           |             |        |        |      |
| Laura Ikauniece-Admidiņa | 13,33 s      | 1075         | 1,77 m     | 941        | 13,52 m     | 762         | 23,76 s | 1004   | 6,12 m     | 887        | 55,93 m   | 975       | 2:09,43 min | 973    | 6617   | 4    |

### Moderner Fünfkampf
| Athleten            | Fechten | Fechten | Schwimmen   | Schwimmen | Reiten | Reiten | Combined     | Combined | Punkte | Rang |
| Athleten            | Bilanz  | Punkte  | Zeit        | Punkte    | Zeit   | Punkte | Zeit         | Punkte   | Punkte | Rang |
| ------------------- | ------- | ------- | ----------- | --------- | ------ | ------ | ------------ | -------- | ------ | ---- |
| Männer              |         |         |             |           |        |        |              |          |        |      |
| Ruslans Nakoņečnijs | 13:22   | 180     | 2:03,83 min | 329       | 28     | 272    | 11:35,70 min | 605      | 1386   | 28   |

### Radsport

#### Straße
| Athleten            | Wettbewerb    | Zeit      | Rang |
| ------------------- | ------------- | --------- | ---- |
| Männer              |               |           |      |
| Aleksejs Saramotins | Straßenrennen | 6:30:05 h | 46   |
| Toms Skujiņš        | Straßenrennen | 6:30:05 h | 55   |

#### BMX
| Athleten         | Wettbewerb | Qualifikation | Qualifikation | Viertelfinale | Viertelfinale | Halbfinale    | Halbfinale    | Finale        | Finale        | Rang          |
| Athleten         | Wettbewerb | Zeit          | Rang          | Punkte        | Rang          | Punkte        | Rang          | Zeit          | Rang          | Rang          |
| ---------------- | ---------- | ------------- | ------------- | ------------- | ------------- | ------------- | ------------- | ------------- | ------------- | ------------- |
| Männer           |            |               |               |               |               |               |               |               |               |               |
| Māris Štrombergs | Race       | 34,953 s      | 7             | 14            | 5             | ausgeschieden | ausgeschieden | ausgeschieden | ausgeschieden | ausgeschieden |
| Edžus Treimanis  | Race       | nicht beendet | nicht beendet | 15            | 5             | ausgeschieden | ausgeschieden | ausgeschieden | ausgeschieden | ausgeschieden |

### Ringen
| Athleten              | Wettbewerb       | 1. Runde   | 1. Runde | Achtelfinale | Achtelfinale | Viertelfinale | Viertelfinale | Halbfinale | Halbfinale | Hoffnungsrunde Viertelfinale | Hoffnungsrunde Viertelfinale | Hoffnungsrunde Halbfinale | Hoffnungsrunde Halbfinale | Hoffnungsrunde Finale | Hoffnungsrunde Finale | Finale | Finale   | Rang |
| Athleten              | Wettbewerb       | Gegner     | Ergebnis | Gegner       | Ergebnis     | Gegner        | Ergebnis      | Gegner     | Ergebnis   | Gegner                       | Ergebnis                     | Gegner                    | Ergebnis                  | Gegner                | Ergebnis              | Gegner | Ergebnis | Rang |
| --------------------- | ---------------- | ---------- | -------- | ------------ | ------------ | ------------- | ------------- | ---------- | ---------- | ---------------------------- | ---------------------------- | ------------------------- | ------------------------- | --------------------- | --------------------- | ------ | -------- | ---- |
| Freistil Frauen       |                  |            |          |              |              |               |               |            |            |                              |                              |                           |                           |                       |                       |        |          |      |
| Anastasija Grigorjeva | Klasse bis 63 kg | Hela Riabi | 4:0      | Risako Kawai | 1:3          | –             | –             | –          | –          | Freilos                      | Freilos                      | Monika Ewa Michalik       | 1:3                       | ausgeschieden         | ausgeschieden         | –      | –        | 7    |

### Schießen
| Athleten         | Wettbewerb | Qualifikation   | Qualifikation | Finale          | Finale        | Ringe/ Scheiben | Rang |
| Athleten         | Wettbewerb | Ringe/ Scheiben | Rang          | Ringe/ Scheiben | Rang          | Ringe/ Scheiben | Rang |
| ---------------- | ---------- | --------------- | ------------- | --------------- | ------------- | --------------- | ---- |
| Dainis Upelnieks | Skeet      | 119             | 14            | ausgeschieden   | ausgeschieden | 119             | 14   |

### Schwimmen
| Athleten       | Wettbewerb  | Vorlauf     | Vorlauf | Halbfinale | Halbfinale | Finale        | Finale        | Rang |
| Athleten       | Wettbewerb  | Zeit        | Rang    | Zeit       | Rang       | Zeit          | Rang          | Rang |
| -------------- | ----------- | ----------- | ------- | ---------- | ---------- | ------------- | ------------- | ---- |
| Frauen         |             |             |         |            |            |               |               |      |
| Aļona Ribakova | 200 m Brust | 2:30,82 min | 27      | –          | –          | ausgeschieden | ausgeschieden | 27   |
| Männer         |             |             |         |            |            |               |               |      |
| Uvis Kalniņš   | 200 m Lagen | 2:02,34 min | 24      | –          | –          | ausgeschieden | ausgeschieden | 24   |

### Segeln
Fleet Race
| Athleten       | Wettbewerb      | Qualifikation | Qualifikation | Medal Race    | Medal Race    | Punkte | Rang |
| Athleten       | Wettbewerb      | Punkte        | Rang          | Punkte        | Rang          | Punkte | Rang |
| -------------- | --------------- | ------------- | ------------- | ------------- | ------------- | ------ | ---- |
| Frauen         |                 |               |               |               |               |        |      |
| Ketija Birzule | Windsurfen RS:X | 256           | 24            | ausgeschieden | ausgeschieden | 256    | 24   |

### Tennis
| Athleten         | Wettbewerb | 1. Runde        | 1. Runde      | 2. Runde      | 2. Runde      | Achtelfinale  | Achtelfinale  | Viertelfinale | Viertelfinale | Halbfinale    | Halbfinale    | Finale        | Finale        |
| Athleten         | Wettbewerb | Gegner          | Ergebnis      | Gegner        | Ergebnis      | Gegner        | Ergebnis      | Gegner        | Ergebnis      | Gegner        | Ergebnis      | Gegner        | Ergebnis      |
| ---------------- | ---------- | --------------- | ------------- | ------------- | ------------- | ------------- | ------------- | ------------- | ------------- | ------------- | ------------- | ------------- | ------------- |
| Frauen           |            |                 |               |               |               |               |               |               |               |               |               |               |               |
| Jeļena Ostapenko | Einzel     | Samantha Stosur | 6:1, 3:6, 2:6 | ausgeschieden | ausgeschieden | ausgeschieden | ausgeschieden | ausgeschieden | ausgeschieden | ausgeschieden | ausgeschieden | ausgeschieden | ausgeschieden |